# Brachystelma schinzii
Brachystelma schinzii är en oleanderväxtart som först beskrevs av Karl Moritz Schumann, och fick sitt nu gällande namn av Nicholas Edward Brown. Brachystelma schinzii ingår i släktet Brachystelma och familjen oleanderväxter. Inga underarter finns listade i Catalogue of Life.